# Tephrina klapperichi
Tephrina klapperichi är en fjärilsart som beskrevs av Edward P. Wiltshire 1967. Tephrina klapperichi ingår i släktet Tephrina och familjen mätare. Inga underarter finns listade i Catalogue of Life.